# سافيكا مركيتش
سافيكا مركيتش مواليد 26 سبتمبر 1991، هي لاعبة كرة يد مقدونية تلعب كظهير أيسر. مثلت منتخب مقدونيا لكرة اليد للسيدات.

## سجل المنافسة
شاركت في البطولات التالية:
- بطولة أوروبا لكرة اليد للسيدات 2012